# Bucsa
Bucsa là một thị trấn thuộc hạt Békés, Hungary. Thị trấn này có diện tích 55,82 km², dân số năm 2010 là 2171 người, mật độ 39 người/km².